# Acalypha malabarica
Acalypha malabarica é uma espécie de flor do gênero Acalypha, pertencente à família Euphorbiaceae.